# Geraldine Claudette Darden
Geraldine Claudette Darden (Virgínia, 22 de julho de 1936) é uma matemática estadunidense. Foi a décima-quarta mulher afro-americana a obter um Ph.D. em matemática.

## Formação e carreira
Darden obteve um bacharelado em matemática em 1957 na Universidade Hampton, e um mestrado e, 1960 na Universidade de Illinois em Urbana-Champaign, e um segundo mestrado em 1965 e Ph.D. em 1967 na Universidade de Syracuse, orientada por James Reid, com a tese "On the Direct Sums of Cyclic Groups".

## Contribuições
Além de lecionar, Darden também co-escreveu Selected Papers on Pre-calculus, com Tom Mike Apostol, Gulbank D. Chakerian e John D. Neff. Reimpresso pela American Mathematical Monthly (vols. 1--81) e Mathematics Magazine (vols. 1--49). The Raymond W. Brink Selected Mathematical Papers, Vol. 1. The Mathematical Association of America, Washington, D.C., 1977. pp. xvii+469, ISBN 0-88385-202-0